# Festival international du film de Karlovy Vary 2016
Le Festival international du film de Karlovy Vary 2016, 51e édition du festival, s'est déroulé du 1er juillet 2016 au 9 juillet 2016.

## Déroulement et faits marquants
Le 9 juillet 2016, le palmarès est dévoilé : le film hongrois Ernelláék Farkaséknál de Szabolcs Hajdu remporte le Globe de cristal. Le Prix spécial du jury est décerné au film russe Zoologie de Ivan Ivanovitch Tverdovski.

## Jury
- Maurizio Braucci (Italie)
- Eve Gabereau (Royaume-Uni )
- Martha Issová (République tchèque)
- George Ovashvili (Géorgie)
- Jay Van Hoy (États-Unis)

## Sélection

### Sélection officielle - en compétition
- By the Rails (Dincolo de calea ferata) de Cătălin Mitulescu  Roumanie
- Les Confessions (Le confessioni) de Roberto Andò  Italie
- Ernelláék Farkaséknál de Szabolcs Hajdu  Hongrie
- My Father's Wings (Babamın Kanatları) de Kıvanç Sezer  Turquie
- La propera pell de Isaki Lacuesta et Isa Campo  Espagne
- Nightlife (Nočno življenje) de Damjan Kozole  Slovénie  Macédoine  Bosnie-Herzégovine
- Original Bliss (Gleißendes Glück) de Sven Taddicken  Allemagne
- The Teacher (Učiteľka) de Jan Hřebejk  Slovaquie  République tchèque
- Waves (Waves) de Grzegorz Zariczny  Pologne
- We're Still Together de Jesse Klein  Canada
- The Wolf from Royal Vineyard Street (Vlk z Královských Vinohrad) de Jan Němec  Slovaquie  République tchèque
- Zoologie (Зоология) de Ivan Ivanovitch Tverdovski  Russie

## Palmarès

### Sélection officielle
- Globe de cristal du Festival de Karlovy Vary : Ernelláék Farkaséknál de Szabolcs Hajdu
- Prix spécial du jury : Zoologie de Ivan Ivanovitch Tverdovski
- Prix du meilleur réalisateur :
- Prix de la meilleure actrice :
- Prix du meilleur acteur :
- Mention spéciale du jury :

### East of West
- Meilleur film :
- Prix spécial du jury :